# Лі Хвейші
Лі Хвейші  (англ. Lee Wai Sze, кит.: 李慧詩, 12 травня 1987) — велогонщиця, олімпійська медалістка.

## Виступи на Олімпіадах
| Олімпіада           | Дисципліна | Місце |
| ------------------- | ---------- | ----- |
| Лондон 2012         | спринт     | 10    |
| Лондон 2012         | кейрін     | 3     |
| Ріо-де-Жанейро 2016 | спринт     | 6     |
| Ріо-де-Жанейро 2016 | кейрін     | 7     |
| Токіо 2020          | спринт     | 3     |
| Токіо 2020          | кейрін     | 8     |